# Jaime González Ortiz
Jaime González (1 de abril de 1938-18 de enero de 1985) fue un futbolista colombiano. Jugó en la posición de lateral derecho.

## Selección nacional
Fue internacional con la Selección de fútbol de Colombia. Hizo parte de la nómina que participó en el primer mundial del equipo "cafetero" en Chile 1962.

### Participaciones en Copas del Mundo
| Mundial                        | Sede  | Resultado    | Partidos | Goles |
| ------------------------------ | ----- | ------------ | -------- | ----- |
| Copa Mundial de Fútbol de 1962 | Chile | Primera fase | 3        | 0     |

## Clubes
| Club              | País     | Año         | PJ  | Goles |
| ----------------- | -------- | ----------- | --- | ----- |
| América de Cali   | Colombia | 1960 - 1963 | 113 | 2     |
| Millonarios       | Colombia | 1964 - 1967 | 122 | 0     |
| Deportivo Pereira | Colombia | 1968 y 1971 | 49  | 0     |
| Deportes Tolima   | Colombia | 1969 - 1970 | 70  | 0     |

## Palmarés

### Títulos nacionales
| Título                | Equipo      | País     | Año  |
| --------------------- | ----------- | -------- | ---- |
| Campeonato colombiano | Millonarios | Colombia | 1964 |